# Bakenrenef
Uahkara-Bakenrenef fue un rey de la dinastía XXIV de Egipto, que reinó de ca. 718 a 712 a. C. (von Beckerath). 
Manetón lo considera el único miembro de la dinastía vigésimo cuarta. Sexto Julio Africano citando a Manetón indica que Bojjoris gobernó durante seis años, aunque Eusebio de Cesarea comenta que Bojjoris (versión de Jorge Sincelo) o Bokkoris (versión armenia) reinó 44 años.
Los eruditos modernos incluyen a su padre Tafnajt en esa dinastía, y le asignan un reinado más corto, de sólo cinco años, basándose en los textos del entierro de un toro Apis. 
Manetón es la fuente de dos acontecimientos del reinado de Bokkoris. El primer es el relato de que un cordero profetizó que Egipto sería conquistado por los asirios, un relato posteriormente repetido por otros autores clásicos como Claudio Aeliano (De Natura Animalis 12,3). El segundo era que Bokkoris fue capturado por Shabako, un rey de la dinastía XXV, y que lo ejecutó quemándolo vivo. 
Diodoro Sículo, escribiendo cerca de tres siglos después que Manetón, añade algunos detalles diferentes. Diodoro indica que aunque Bokkoris fue "despreciable en apariencia", era más sabio que sus predecesores (1.65). Los egipcios le atribuyeron una ley con respecto a los contratos, que proporcionó una manera de pagar las deudas cuando no se firmara documento, y fue observado hasta los tiempos de Diodoro (1.79). Por esto, y por otros hechos, Diodoro incluyó a Bokkoris como uno de los seis legisladores más importantes de antiguo Egipto. 
A pesar de la importancia dada por estos escritores, pocos registros contemporáneos de Bakenrenef han perdurado. La principal inscripción de su reinado concierne a la muerte y entierro de un toro Apis en el Año 5º y 6º de su reinado; el resto son algunas estelas que Auguste Mariette descubrió al excavar el Serapeum de Saqqara. Shabako lo depuso y enterró el toro en su 2º año, al realizar una campaña en el Bajo Egipto. Con él termina la efímera dinastía vigésimo cuarta de Egipto, con una potencia rival, la dinastía vigésimo quinta Kushita (Nubia).

## Titulatura
| Titulatura | Jeroglífico | Transliteración (transcripción) - traducción - (referencias) |

| N5 | V29 | D28 |

| N5 | V29 | D28 |

| N5 | V29 | D28 |

| N5 | V29 | D28 |

| N5 | V29 | D28 |

| N5 | V29 | D28 |

| N5 | V29 | D28 |

| N5 | V29 | D28 |

| N5 | V29 | D28 |

| N5 | V29 | D28 |

| N5 | V29 | D28 |

| N5 | V29 | D28 |

| N5 | V29 | D28 |

| N5 | V29 | D28 |

| N5 | V29 | D28 |

| N5 | V29 | D28 |

| G29 | V31 · n | r&n&f |

| G29 | V31 · n | r&n&f |

| G29 | V31 · n | r&n&f |

| G29 | V31 · n | r&n&f |

| G29 | V31 · n | r&n&f |

| G29 | V31 · n | r&n&f |

| G29 | V31 · n | r&n&f |

| G29 | V31 · n | r&n&f |

| G29 | V31 · n | r&n&f |

| G29 | V31 · n | r&n&f |

| G29 | V31 · n | r&n&f |

| G29 | V31 · n | r&n&f |

| G29 | V31 · n | r&n&f |

| G29 | V31 · n | r&n&f |

| G29 | V31 · n | r&n&f |

| G29 | V31 · n | r&n&f |